# Число Авогадро
Число Авогадро — кількість структурних одиниць (атомів, молекул або інших) в одному молі. Назване так на честь Амедео Авогадро, автора закону Авогадро.

## Загальна характеристика
Число Авогадро позначають NA, воно є однією з найважливіших сталих у фізиці і хімії.
Значення сталої Авогадро з 20 травня 2019 року:
| NA = 6.02214076×1023 моль−1 |

(ухвалено у листопаді 2018 року на 26-й Генеральній конференції мір і ваг).
Число Авогадро було визначене з використанням приблизно двадцяти незалежних один від одного методів. Результати цих вимірювань взагалі узгоджуються одне з одним, що є яскравим свідченням реальності молекул і молекулярної будови речовини. Знаючи число Авогадро й об'єм 1 грам-молекули (молярний об'єм), можна визначити кількість молекул в одиниці об'єму, тобто число Лошмідта.

## Застосування числа Авогадро і подальший розвиток закону простих об'ємних відношень
Згідно з законом простих об'ємних відношень, об'єми реагуючих газів відносяться один до одного і до об'ємів газуватих продуктів як невеликі цілі числа.
Наприклад, один об'єм кисню реагує точно з двома об'ємами водню і при цьому виходять точно два об'єми водяної пари: O2 + 2H2 = 2H2O.
Подібні спостереження дали можливість припустити, що в однакових об'ємах газів міститься однакове число атомів, але тоді не пояснювалось відношення об'ємів продуктів реакції.
Вихід із глухого кута знайшов у 1811 р. Авогадро висунувши гіпотезу, згідно з якою газоподібні прості речовини складаються не з атомів, а із молекул. З цієї гіпотези виходить, що в рівних об'ємах при однакових умовах міститься однакове число молекул.
Ідеї Авогадро не були прийняті сучасниками, а лише через 50 років Станіслао Канніццаро відновив їх, надав їм характер закону і показав його ефективність.